# 家庭代工

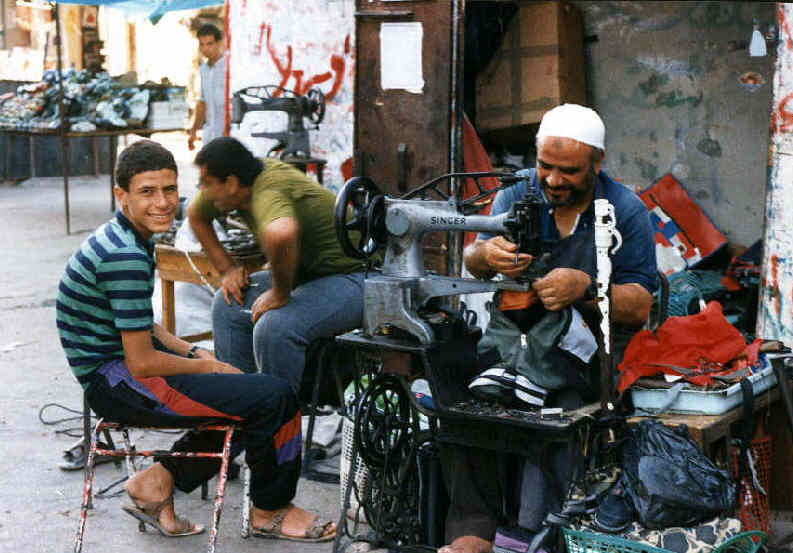
加薩走廊的巴勒斯坦人因為受到以色列經濟封鎖和戰亂，經濟活動只剩下家庭代工型態。

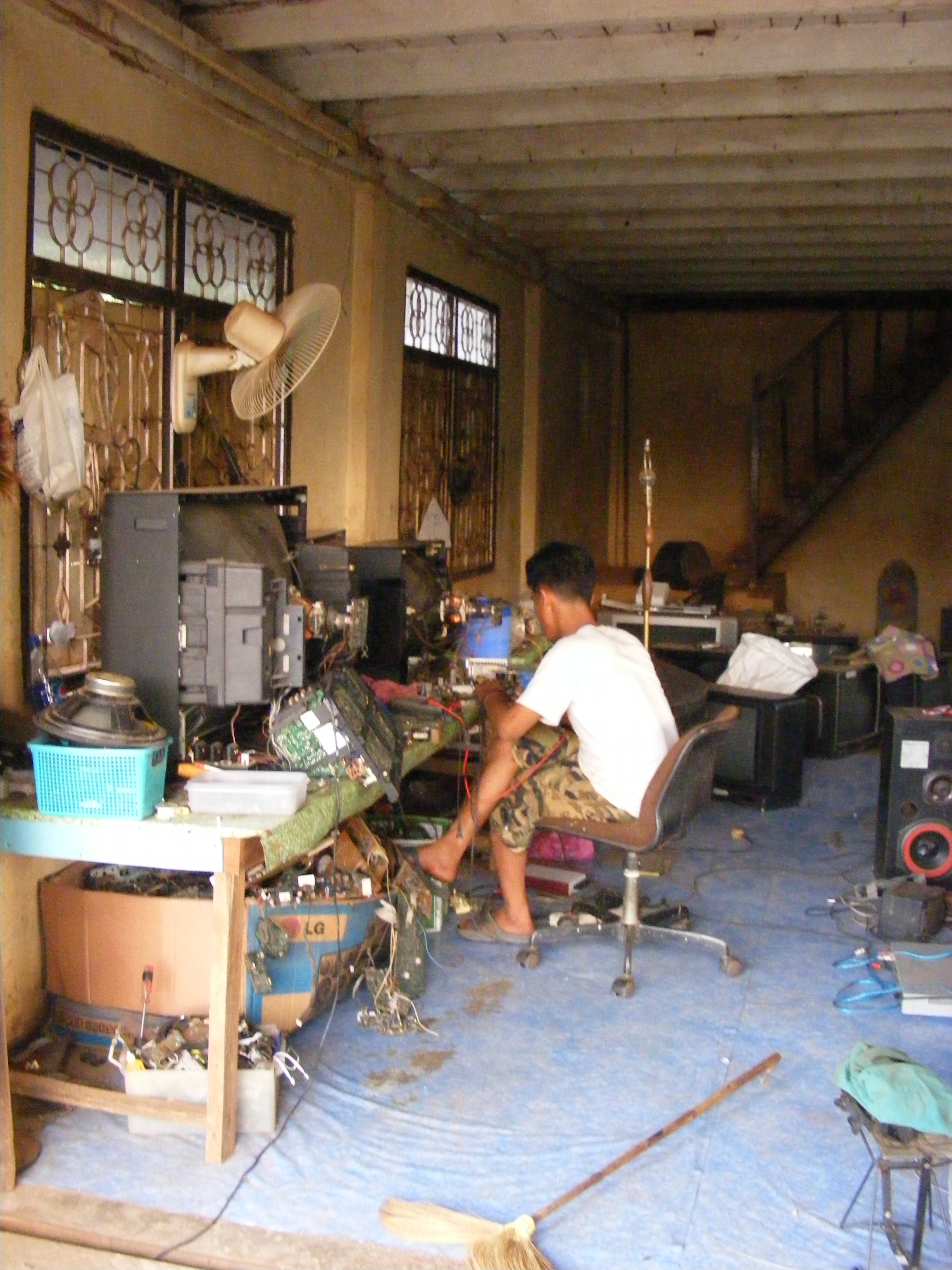
泰國家庭代工電視

家庭代工又稱家庭工廠，為一種工業型態，由家中成員在家庭客廳中佈建小型工具機，進行簡單的工業加工賺取利潤，再由一個居中協調的產業組織定期將成品收走送往下一工序（可能是工廠或是其他家庭代工者）並檢驗完成率和折算工資。多數出現在社會由農業社會轉型為工業社會的過渡過程中，可視為一種小農經濟型態的工業，家庭代工因為初期投入資本少可以讓多數家庭迅速參與工業化過程而脫貧，成為多數國家發展過程中的必經之路。
隨著工業社會的发展，大型工廠的生產力和成本优势會逐漸彰顯，從而消滅家庭代工的利基點，工廠也能放置大型精密機具做到高階加工，這是家庭代工所無法達成的領域，因而也加速了其消失。然而許多大型工廠的資方原先可能都是从家庭代工开始起家的，透過家庭工廠學習技術與累積資本，後續再逐漸坐大。
在某些少數產品中，即使是已開發國家，利用家庭代工生產還是有其利基點（可能是運費方面），這時就为家庭代工的生存提供了空間，例如日本有許多節慶專用產品由于是短期消费品，故不适合在海內外专门設立工廠进行生產，一般工廠也可能因為數量與利潤過低而不接單，这样就保留了家庭手工业者原本可获的收益。

## 詐騙
家庭代工也有一種詐騙陷阱，業方要求預先購入高價的設備與原物料（常藉口獨家特殊無法取代），然後在完工後買回成品时故意刁難（挑剔品質與壓低買回價格）家庭代工业者，以从中榨取更多的價差，作为其主要獲利方式，并可能于事后将回收的产品全部丢弃。

## 另見
- 手工業
- 山寨